# Liste der Abgeordneten zum Landtag von Niederösterreich (X. Gesetzgebungsperiode)
Diese Liste der Abgeordneten zum Landtag von Niederösterreich (X. Gesetzgebungsperiode) listet alle Abgeordneten des Landtags von Niederösterreich während der X. Gesetzgebungsperiode auf, wobei die Gesetzgebungsperiode vom 11. Juli 1974 bis zum 19. April 1979 reichte. Nach den Landtagswahlen vom 9. Juni 1974 entfielen 31 der 56 Mandate auf die Österreichische Volkspartei (ÖVP) und 25 Mandate auf die Sozialdemokratische Partei Österreichs (SPÖ). Der Landtag wählte am 11. Juli 1974 die Landesregierung Maurer III.

## Funktionen

### Landtagspräsidium
Dem Landtagspräsidium saß der ÖVP-Politiker Josef Robl als Erster Präsident vor. Das Amt des Zweiten Landtagspräsidenten übernahm der SPÖ-Abgeordnete Franz Binder, Dritter Landtagspräsident war Ferdinand Reiter (ÖVP).

### Landtagsabgeordnete
| Name                | Fraktion | Anmerkungen                                            |
| ------------------- | -------- | ------------------------------------------------------ |
| Amon Karl           | ÖVP      |                                                        |
| Anzenberger Alois   | ÖVP      |                                                        |
| Auer Hubert         | ÖVP      |                                                        |
| Baueregger Karl     | ÖVP      | bis 16. August 1975                                    |
| Bernau Otto         | ÖVP      |                                                        |
| Bernkopf Alfons     | SPÖ      |                                                        |
| Bieder Leopold      | SPÖ      | ab 11. Juli 1974 für Leopold Grünzweig                 |
| Bierbaum Matthias   | ÖVP      | bis 11. Juli 1974                                      |
| Binder Franz        | SPÖ      |                                                        |
| Birner Franz        | SPÖ      |                                                        |
| Blabolil Franz      | SPÖ      |                                                        |
| Blochberger Franz   | ÖVP      |                                                        |
| Brezovszky Ernest   | SPÖ      |                                                        |
| Buchinger Kurt      | ÖVP      |                                                        |
| Buchleitner Peter   | ÖVP      | ab 11. Juli 1974 für Andreas Maurer                    |
| Czettel Hans        | SPÖ      | bis 11. Juli 1974                                      |
| Diettrich Hans      | ÖVP      | ab 11. Juli 1974 für Siegfried Ludwig                  |
| Fidesser Erich      | ÖVP      |                                                        |
| Fürst Franz         | SPÖ      |                                                        |
| Gindl Georg         | ÖVP      |                                                        |
| Graf Josef          | SPÖ      | bis 1. April 1976                                      |
| Gruber Karl         | SPÖ      |                                                        |
| Grünzweig Leopold   | SPÖ      | bis 11. Juli 1974                                      |
| Höfinger Vinzenz    | ÖVP      | ab 10. Juli 1975 für Friedrich Platzer                 |
| Jirkovsky Erika     | SPÖ      |                                                        |
| Kaiser Hans         | SPÖ      |                                                        |
| Kellner Hans        | ÖVP      |                                                        |
| Kienberger Heribert | ÖVP      |                                                        |
| Kirchmair Annemarie | ÖVP      |                                                        |
| Körner Anna         | SPÖ      | bis 11. Juli 1974                                      |
| Kosler Erich        | SPÖ      | bis 31. Dezember 1977                                  |
| Kurzbauer Karl      | ÖVP      |                                                        |
| Lechner Hermann     | SPÖ      |                                                        |
| Leichtfried Josef   | SPÖ      |                                                        |
| Litschauer Hans     | SPÖ      | bis 31. Dezember 1975                                  |
| Ludwig Siegfried    | ÖVP      | bis 11. Juli 1974                                      |
| Mantler Leopold     | ÖVP      |                                                        |
| Maurer Andreas      | ÖVP      | bis 11. Juli 1974                                      |
| Molzer Josef        | ÖVP      |                                                        |
| Platzer Friedrich   | ÖVP      | bis 27. Juni 1975                                      |
| Pospischil Karl     | SPÖ      | ab 11. Juli 1974 für Karl Pospischil                   |
| Prigl Paul          | SPÖ      | ab 11. Juli 1974 für Anna Körner, bis 31. Oktober 1977 |
| Prokop Liese        | ÖVP      |                                                        |
| Rabl Franz          | ÖVP      |                                                        |
| Reischer Josef      | ÖVP      |                                                        |
| Reiter Ferdinand    | ÖVP      |                                                        |
| Robl Josef          | ÖVP      |                                                        |
| Rohrböck Lambert    | ÖVP      | ab 11. Juli 1974 für Matthias Bierbaum                 |
| Romeder Franz       | ÖVP      |                                                        |
| Rozum Karl          | ÖVP      |                                                        |
| Schneider Karl      | ÖVP      | bis 11. Juli 1974                                      |
| Schneider Viktor    | SPÖ      | bis 31. Dezember 1975                                  |
| Schober Edgar       | ÖVP      |                                                        |
| Stangl Georg        | SPÖ      |                                                        |
| Steinböck Josef     | ÖVP      |                                                        |
| Sulzer Erich        | SPÖ      |                                                        |
| Thomschitz Georg    | SPÖ      |                                                        |
| Tribaumer Gertrude  | SPÖ      |                                                        |
| Wallner Viktor      | ÖVP      |                                                        |
| Wedl Johann         | SPÖ      |                                                        |
| Wiesmayr Josef      | SPÖ      |                                                        |
| Wittig Harald       | ÖVP      |                                                        |
| Zauner Johann       | SPÖ      |                                                        |
| Zimper Walter       | ÖVP      | ab 11. Juli 1974 für Karl Schneider                    |